# Lei Lina
Dans ce nom chinois, le nom de famille, Lei, précède le nom personnel Lina.
Pour les articles homonymes, voir Lei.
Lei Lina (chinois : 雷丽娜 ; chinois traditionnel : 雷麗娜 ; pinyin : Léi Lìnà), née le 19 février 1988, est une pongiste handisport australienne d'origine chinoise ayant concouru pour la Chine jusqu'en 2017 puis pour l'Australie depuis. Elle concoure en classe 9 pour les athlètes ayant un handicap sur un membre inférieur.

## Biographie
Lei Lina commence le tennis de table à l'âge de 5 ans dans son Sichuan natal. Elle est née avec la jambe gauche plus courte de six centimètres.

## Carrière
Lei Lina fait ses débuts paralympiques en 2004 à Athènes où elle monte sur la deuxième marche du podium en individuel et l'or par équipes. Quatre ans plus tard, elle remporte l'or sur les deux compétitions, titres qu'elle conserve à Londres en 2012. Aux Jeux de 2016, elle doit se contenter de l'argent, battue en finale par sa compatriote Meng Liu en individuel et par la paire Polonaise par équipes.
Pour ses premiers Jeux sous le drapeau de l'Australie en 2021, Lei remporte la médaille d'or de la classe 9 battant en finale la n°1 mondiale, la Chinoise Xiong Guiyan trois sets à deux (6-11, 11-5, 11-5, 9-11, 11-5). C'est la première médaille d'or de l'Australie en tennis de table aux Jeux depuis celle de Terry Briggs en 1984. C'est sa sixième médaille d'or paralympique.

## Palmarès

### Jeux paralympiques
- médaille d'or par équipes classe 6-10 aux Jeux paralympiques d'été de 2004 à Athènes
- médaille d'or en individuel classe 9 aux Jeux paralympiques d'été de 2008 à Pékin
- médaille d'or par équipes classe 6-10 aux Jeux paralympiques d'été de 2008 à Pékin
- médaille d'or en individuel classe 9 aux Jeux paralympiques d'été de 2012 à Londres
- médaille d'or par équipes classe 6-10 aux Jeux paralympiques d'été de 2012 à Londres
- médaille d'or en individuel classe 9 aux Jeux paralympiques d'été de 2020 à Tokyo
- médaille d'argent en individuel classe 9 aux Jeux paralympiques d'été de 2004 à Athènes
- médaille d'argent en individuel classe 9 aux Jeux paralympiques d'été de 2016 à Rio de Janeiro
- médaille d'argent par équipes classe 6-10 aux Jeux paralympiques d'été de 2016 à Rio de Janeiro
- médaille d'argent par équipes classe 9-10 aux Jeux paralympiques d'été de 2020 à Tokyo